# Cooperconcha
Cooperconcha é um género de gastrópode da família Camaenidae.
Este género contém as seguintes espécies:
- Cooperconcha centralis
- Cooperconcha bunyerooana
- Cooperconcha mawsoni